# Reiskirchen (Homburg)
Reiskirchen ist ein Stadtteil der saarpfälzischen Kreisstadt Homburg im Saarland.
Im örtlichen Dialekt wird der Ortsname Reiskerje ausgesprochen. Die heutige Kirche ist die Auferstehungskirche am Dorfplatz in der Richardstraße.

## Lage
Reiskirchen liegt ca. 3,5 km nordwestlich von Homburg auf einer Höhe von 260,8 m ü. NHN. Der Ort wird von der Autobahn A 6 tangiert. Auf der Gemarkung Reiskirchens liegt die „Raststätte Homburg/Saar“ der A 6.
Reiskirchen ist baulich mit Alt-Erbach verbunden und wird teilweise auch mit Erbach als Doppelort Erbach-Reiskirchen erwähnt.

## Geschichte
Der Ort mit seiner damaligen Pfarrkirche Mariä Himmelfahrt wurde im Jahre 1131 als Schenkung des Grafen Friedrich von Saarwerden an das Kloster Wörschweiler erstmals urkundlich erwähnt.
Die Burg Beilstein wird in Reiskirchen lokalisiert. Es ist jedoch unklar, ob diese Burg tatsächlich jemals existiert hat.
Der Ort Reiskirchen bildete zusammen mit Erbach die Gemeinde Erbach-Reiskirchen. Am 1. April 1936 wurde diese Gemeinde aufgelöst und in die Kreisstadt Homburg eingegliedert.